# Palo Santo, Mexiko
Palo Santo är en ort i Mexiko.   Den ligger i kommunen Aldama och delstaten Tamaulipas, i den östra delen av landet, 400 km norr om huvudstaden Mexico City. Palo Santo ligger 235 meter över havet och antalet invånare är 243.
Terrängen runt Palo Santo är huvudsakligen kuperad, men den allra närmaste omgivningen är platt. Runt Palo Santo är det mycket glesbefolkat, med 7 invånare per kvadratkilometer. Närmaste större samhälle är Nuevo Progreso, 16,7 km norr om Palo Santo. Trakten runt Palo Santo består till största delen av jordbruksmark.